# حنظلة بن أبي سفيان الجمحي
حنظلة بن أبي سفيان بن عبد الرحمن بن صفوان بن أمية بن خلف الجمحي المكي الحافظ
كان من أئمة الحديث بمكة.

## روى عن
حدث عن طاووس والقاسم بن محمد وسالم بن عبد الله وسعيد ابن مينا وعطاء ونافع وجماعة.

## روى عنه
حدث عنه سفيان الثوري وابن المبارك ويحيى القطان والوليد بن مسلم ووكيع وابن وهب وعبيد الله بن موسى وإسحاق بن سليمان وأبو عاصم ومكي بن إبراهيم وعدة
قال أحمد بن حنبل: ثقة ثقة.
قال يحيى بن سعيد: ثقة.
وقد تناكد ابن عدي في ذكره له في الكامل فما أبدى شيئا يتعلق به عليه متعنت أصلا.
قال يعقوب بن شيبة سمعت علي بن المديني وقيل له كيف رواية حنظلة عن سالم فقال واد ورواية موسى بن عقبة عن سالم واد آخر وأحاديث الزهري عن سالم كأنها أحاديث نافع قيل لعلي فهذا يدل على أن سالما كثير الحديث قال أجل.
قال يحيى بن معين حنظلة ثقة ابن عدي حدثنا أحمد بن عبد الله بن سابور وما كتبته إلا عنه حدثنا الفضل بن الصباح حدثنا إسحاق بن سليمان الرازي عن حنظلة عن نافع عن ابن عمر أن رسول الله صلى الله عليه وسلم قال اغسلوا قتلاكم غريب جدا ورواته ثقات وهذا محمول على من قتل في غير مصاف ولعل الغلط فيه من شيخ ابن عدي أو شيخ شيخه والثقة قد يهم.

## وفاته
مات سنة إحدى وخمسين ومئة.